# هنري الأول، دوق برابانت
هنري الأول دوق برابانت (الفرنسية: Henri I de Brabant، الهولندية: Hendrik I van Brabant؛ 1165 - 5 سبتمبر 1235)؛ ولقب بـ باسل، كان أول دوق برابانت من 1184/83 حتى وفاته.

## سيرته
ولد هنري في لوفان فهو ابن البكر لـ غودفري الثالث، كونت لوفان وزوجته الأولى مارغريت ابنة هنري الثاني، دوق ليمبورخ، حمل والده ألقاب لاندغراف برابنت، ودوق لورين السفلى، ومارغريف أنتويرب إلى جانب لقبه الأساسي كونت لوفان، اعتبر هنري منذ البداية كحاكم مشترك مع والده، في 1179 تزوج من ماتيلدا من بولوني ابنة ماثيو من الألزاس وماري، كونتيسة بولوني ابنة ستيفن ملك إنجلترا، ومن خلال هذه المناسبة تلقى كونتية بروكسل من والده، وأيضا اعتبر الوصي خلال رحلة حج والده إلى القدس بين عامي 1182 إلى 1184.
في عام 1183 خلق هنري لقب دوق برابانت، وعند وفاة والده في 1190 أكد الإمبراطور هاينريش السادس على هذا المنصب، بحكم الأمر الواقع تم بـ إلغاء دوقية لورين السفلى واستبدالها بلقب شاغر دوق لوثير، سعى هنري في توسيع قوته، وسرعان ما دخل في مشاحنات مع الكونت بالدوين الخامس من هينو، وأيضا عارض الإمبراطور في 1191 عندما انتخاب شقيقه ألبرت من لوفان كـ أسقف لييج، الذي قُتل بعد وقت قصير من انتخاب، وتبعت ذلك صراع مع هنري الثالث، دوق ليمبورخ والكونت أوتو الأول من خيلدرز، وقبل منتصف 1197 انضم إلى حملة هاينريش السادس الصليبية كواحد من قادتها، ففي أكتوبر من نفس العام شارك في الاستيلاء على بيروت، ومن ثَّم انتقل إلى يافا مع الصليبيين، ومع ذلك قبل وصوله هناك تلقى أخبار وفاة ملك بيت مقدس هنري الثاني من شامبانيا، بحيث عاد إلى عكا وقام بدور الوصي حتى وصول الملك الجديد عموري الثاني.
وبعد عودته إلى ألمانيا توفي الإمبراطور في سبتمبر 1197، فدعم هنري انتخاب مرشح آل فلف أوتو الرابع، وخَطَبَ عليه إحدى بناته ماري، بحيث تنافس أوتو مع سليل هوهنشتاوفن فيليب، وفي 1204 وقف بجانب فيليب بعد أن سانده فيليب الثاني ملك فرنسا، اقترح هنري كخليفة فيليب بعد اغتياله في 1208 من قبل فيليب الثاني من فرنسا، ولكن مع الحرب التي تلت ذلك توصل أخيراً إلى مصالحة مع الإمبراطور أوتو الرابع، وقاتلوا معا ضد فيليب الثاني ملك فرنسا في معركة بوفين في 1214 ولكنهم تعرضوا للهزيمة.
وأيضا في 1213 تعرض لهزيمة ثقيلة مع قبل أبرشية لييج في معركة ستيب، وبين عامي 1217 و1218 انضم إلى الحملة الصليبية الخامسة على مصر.
في 1235 عينه الإمبراطور فريدرش الثاني كسفير له إلى إنجلترا ليجلب خطيبته إيزابيلا بلانتاجنت ابنة الملك جون لاكلاند، إلا أنه مُرض في طريق العودة وتوفي في كولونيا، ودفن في كنيسة القديس بطرس بـ لوفان.

## الزواج
- انجبت زوجته الأولى ماتيلدا من بولوني له ستة أبناء:-

1. أديلايد (قبل. 1190 - 1265)؛ تزوجت أولا من أرنولد الثالث، كونت لوز ثم من ويليام العاشر من أوفرن.
2. ماري (1190-1260)؛ تزوجت أولا من الإمبراطور أوتو الرابع؛ ثم من ويليام الأول، كونت هولندا.
3. مارغريت (1192-1231)؛ تزوجت من جرهارد الثالث، كونت غيلدرز.[1]
4. ماتيلد (حوالي. 1200 - 1267)؛ تزوجت أولا من هاينريش السادس، كونت بالاتينات-الراين؛ ثم من فلوريس الرابع، كونت هولندا.
5. هنري الثاني، دوق برابانت (1207-1248).
6. غودفري (1209-1254)، لورد جيسبيك، تزوج من ماري فان أوردينارد.

- زواجه الثانية كان في سواسون في 22 أبريل 1213 من ماري ابنة الملك فيليب الثاني من فرنسا؛ وانجبت له ابنتين:-

1. يزابو (إليزابيث) (توفيت. بعد.23 أكتوبر 1272)؛ تزوجت أولا من الكونت ديتريش من كليفز، لورد دينسلاكن؛ ثم من جرهارد الثاني من فاسنبرغ.
2. ماري؛ توفيت وهي صغيرة.